# Кокцигодиния
Кокцигодиния (от греч. «кокцикс» — «копчик» и «одине» — «боль»), или анокопчиковый болевой синдром — заболевание, проявляющееся в боли в копчике. Главную роль в развитии этого заболевания играет травма области копчика, причем она может быть задолго, в среднем за 6 месяцев, до появления болей. Чаще всего это острая сильная травма: падение с высоты на ягодицы, удар снаружи по копчику. У женщин это состояние встречается примерно в три раза чаще, чем у мужчин.

## Типы кокцигодинии
Если боль возникает в копчике, то такое состояние называется собственно кокцигодинией. Аноректальная боль — второй тип заболевания, характеризуется болями в области заднего прохода. Иногда встречается псевдококцигодиния — состояние, при котором боли в копчике возникают из-за гинекологических, урологических или проктологических заболеваний.

## Причины кокцигодинии
- Чаще всего кокцигодиния возникает при повреждениях нервов в области крестца и копчика.
- Длительное сидение на твердом стуле с упором на копчик, да еще если при этом подтянуты ноги к животу (так называемая сакральная (крестцовая) посадка), способствует появлению болей. В последнее время такую позу часто стали принимать при длительном сидении перед телевизором, в связи с чем кокцигодинию называют еще «телевизионная болезнь».
- Поскольку копчик является неотъемлемой частью позвоночника, боли могут быть связаны и с развитием такого типичного заболевания нашей главной опорной колонны, как остеохондроз. Провоцирующим моментом в развитии заболевания в некоторой части случаев могут стать ушибы или нераспознанные своевременно переломы и подвывихи копчика, о которых человек иногда уже успевает забыть.

## Симптомы
Несмотря на разные первоначальные причины, симптомы кокцигодинии одинаковы: это боли в области копчика при длительном сидении, усиливающиеся в тот момент, когда человек встает. Иногда боли появляются в момент дефекации, отравляя человеку существование. Доходит до того, что больные бывают вынуждены отказываться от хождения в кино, театр, а на работе вынуждены сидеть на подушечке, иначе возникает спазм мышц промежности с распространением (иррадиацией) болей даже в паховые области.

## Методы лечения
Лечение кокцигодинии начинают с комплекса консервативных мероприятий:
- рекомендуют вырезать отверстие в сиденье стула, чтобы снизить давление на копчик;
- при болях, связанных с дефекацией, может помочь диета против запоров с повышенным количеством пищевых волокон;
- противовоспалительные препараты (НПВП);
- мануальная терапия, массаж мышц, находящихся рядом с копчиком [1];
- инъекции кортикостероидов в область копчика [2];
- временные или постоянные блокады нервов [3].

Больным рекомендуются физиотерапевтические процедуры:
- Ректальная дарсонвализация (воздействие на слизистую оболочку прямой кишки импульсными токами с высокой частотой);
- Диадинамические токи (воздействие постоянными импульсными токами с низким напряжением и частотой);
- Ультразвуковое лечение;
- Лазерное лечение;
- УВЧ-терапия;
- Парафиновые аппликации;
- Грязелечение.

Хирургическое вмешательство проводится в тех случаях, когда консервативное лечение оказалось безуспешным или выявлена патологическая подвижность копчика (после его вывихов и переломов). Удаление этого отдела позвоночника — наиболее эффективная операция в такой ситуации, но и она не дает гарантии выздоровления.